# ميخائيل دريسكول
ميخائيل دريسكول (بالإنجليزية: Michael Driscoll)‏ هو لاعب كرة قاعدة أمريكي، ولد في 19 أكتوبر 1892 في أبينغتون في الولايات المتحدة، وتوفي في 22 مارس 1953 في فوكسبورو في الولايات المتحدة.

## وصلات خارجية
- ميخائيل دريسكول على موقعبيزبول رفرنس.كوم (الدوري الرئيسي) (الإنجليزية)
- ميخائيل دريسكول على موقعبيزبول رفرنس.كوم (الدوري الثانوي) (الإنجليزية)